# Leskia bezziana
Leskia bezziana là một loài ruồi trong họ Tachinidae.